# Jean-Jacques Démafouth
Jean-Jacques Démafouth Mafoutapa est un homme politique centrafricain, né le 3 octobre 1959 à Bangui.

## Jeunesse
Il est issu d’une famille banda de Sibut. Son père est ancien combattant de la Seconde Guerre mondiale.
Étudiant, Jean-Jacques Démafouth, s’engage en politique contre les exactions du régime Bokassa. Il adhère au Mouvement de libération du peuple centrafricain (MLPC) et doit se réfugier d’abord au Tchad, au Bénin puis en France ; il étudie le droit et devient avocat.

## Carrière politique
En 1992, il milite en faveur d’Ange-Félix Patassé, candidat du MLPC à la présidentielle. Patassé élu, il obtient le poste de conseiller juridique à la présidence de la République et directeur du Centre national d’études et de recherches (CNER), puis président du Conseil d’administration de la Société centrafricaine des télécommunications (SOCATEL) de 1993 à 1999. Du 1er novembre 1999 à 2001, il est ministre de la Défense des gouvernements Dologuélé 2 à Ziguélé 1.
À partir du mois d’août 2001, accusé d’être commanditaire d’un coup d’État, parallèle à la tentative du renversement du président Patassé du 28 mai 2001, il est emprisonné pendant un an. Jugé pour « atteinte à la sûreté intérieure de l'État », la cour criminelle l’acquitte le 7 octobre 2002. En 2008, il est élu président d'un mouvement politico-militaire : l’Armée populaire pour la restauration de la démocratie (APRD). Il fonde la même année la Nouvelle Alliance pour le Progrès (NAP), parti d’opposition au régime Bozizé. En 2011, il est pour la seconde fois candidat à l’élection présidentielle ; il obtient 2,79 % et 31 184 voix.
Soupçonné de préparer un coup d’État, il est emprisonné au cours du premier trimestre 2012, avant d’être relâché. Le 8 mai 2013, il est nommé coordonnateur national du programme de désarmement, démobilisation et réinsertion (DDR) et de la réforme du secteur de la sécurité. En 2013, il est membre représentant des partis politiques au Conseil national de transition (CNT), organe remplaçant l’Assemblée nationale.
Il est marié à l'ancienne présidente de la Cour constitutionnelle Danièle Darlan.